# Sitamacho
Genre
Sitamacho est un genre d'araignées aranéomorphes de la famille des Palpimanidae.

## Distribution
Les espèces de ce genre se rencontrent au Kenya et en Tanzanie.

## Liste des espèces
Selon World Spider Catalog (version 25.5, 03/12/2024) :
- Sitamacho lesserti (Berland, 1920)
- Sitamacho machondogo (Oketch & Li, 2020)
- Sitamacho scabra (Simon & Fage, 1922)
- Sitamacho tao Wood, Kulkarni, Ramírez & Scharff, 2024

## Systématique et taxinomie
Ce genre a été décrit par Wood, Kulkarni, Ramírez et Scharff en 2024 dans les Palpimanidae.

## Publication originale
- Wood, Kulkarni, Ramírez & Scharff, 2024 : « Phylogeny and biogeography support ancient vicariance and subsequent dispersal out of Africa in Palpimanidae spiders (Araneae). » Zoological Journal of the Linnean Society, vol. 202, no 2, p. 1-26.